# Короїд
Заболонник плодовий або короїд (Scolytus mali) — вид жуків із роду заболонник родини короїдів (Ipidae). Пошкоджує всі плодові культури, а також горобину, черемху та глід.

## Опис
Маленький чорний блискучий жук, 3,5-4 міліметри завдовжки. Личинки білі, безногі, з маленькою головою і міцними бурими щелепами. Довжина дорослої личинки — 4,5 міліметри, товщина — 1,5-2 міліметри. 

## Екологія

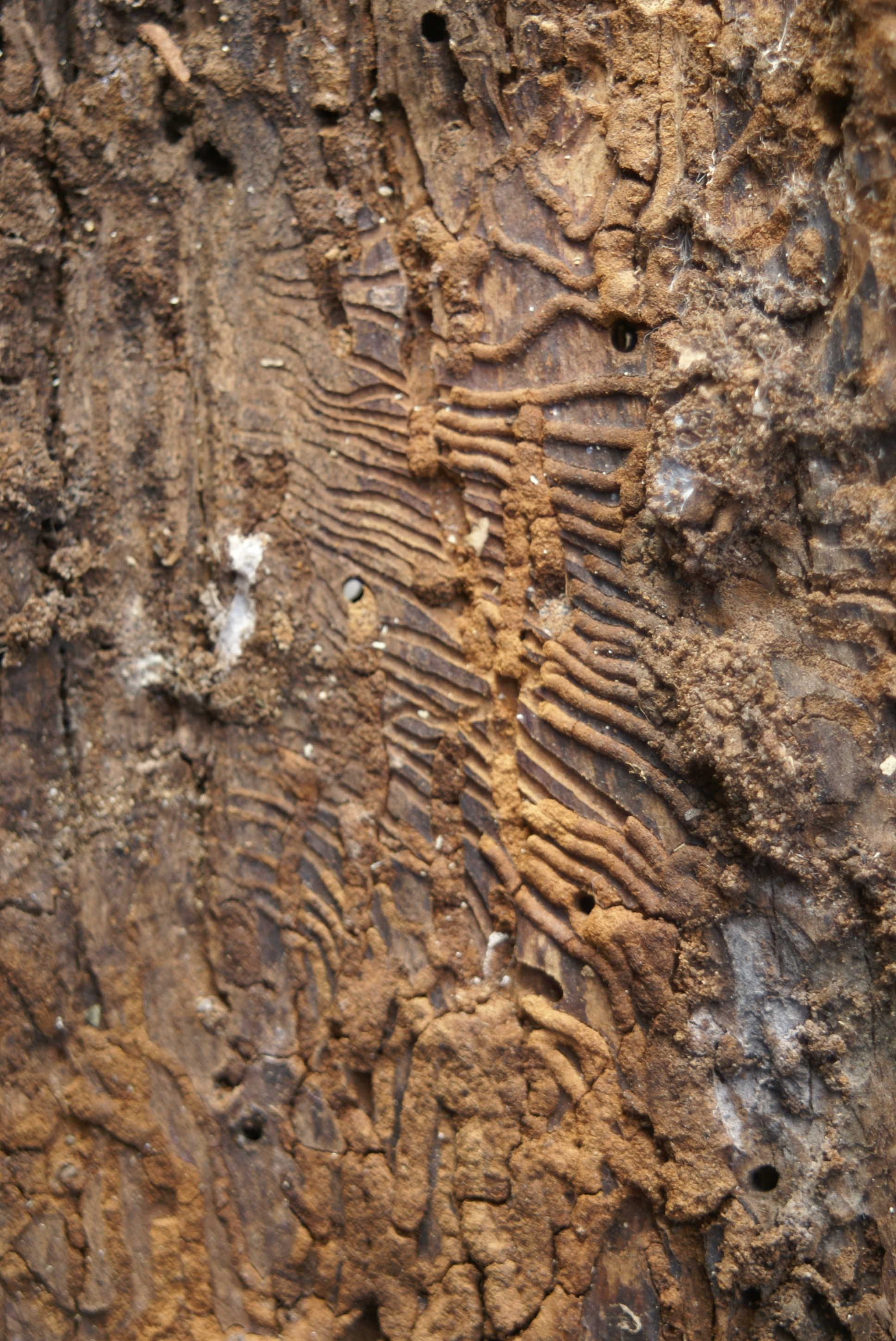
Галереї заболонника в деревині груші

Зимують личинки під корою. Навесні вони заляльковуються. У травні з лялечок виходять жуки, які прогризають круглі отвори в корі і вилазять назовні. Після парування самці гинуть, а самки прогризають кору і проточують під нею поздовжні (вертикальні) ходи завдовжки близько 10 сантиметрів. З обох боків маточного ходу вони вигризають заглибини і в кожну з них відкладають по одному яйцю. Одна самка відкладає до 100 яєць. Личинки, які виходять з яєць, вигризають поперечні (горизонтальні) ходи під корою. В результаті порушується сокорух, дерево хворіє, припиняється приріст, знижується врожайність. Дуже поширений шкідник. Нападає на пошкоджені дерева.